# Zelena mušnica
Zelena mušnica (znanstveno ime Amanita phalloides) je strupena goba iz družine mušničark (Amanitaceae) in je ena najbolj strupenih  gob v Sloveniji.
Njena strupenost je bila znana že v antiki in so jo uporabljali tudi kot zahrbtno orožje. Najbolj znana primera sta verjetno umora rimskega cesarja Klavdija I. in rimsko-nemškega cesarja Karla VI. Habsburškega.

## Značilnosti
Zelena mušnica je sprva videti kot jajce, mlada ima polkrožen, odrasla pa ima klobuk premera med 5–15 cm zelene barve z mnogimi možnimi odtenki, od olivno zelene do olivno rjavkaste, svetlo zelenkastosive in celo belkaste, na konceh pa je značilno rahlo privzdignjen. Klobuk je navadno gladek in voščen, na njem pa se le redko vidijo beli kosmiči. Zlahka se odtrga od beta.
Bet je raven, visok od 5–15 cm in ima premer od 1–2 cm. Proti vrhu je malce ožji, spodnji del pa je gomoljasto oblikovan. Na spodnjem delu je dobro viden ostanek ovojnice bele barve, ki je tudi pri odraslih primerkih le ohlapno pritrjen. Na drugi tretjini beta, ki je pri mladih gobah poln, pri starejših pa votel, se nahaja obroček. Barva beta je pri vrhu bela, pod obročkom pa običajno marogasta zeleno-bela.
Trosovnica je sestavljena iz gostih belih lističev rahlo zelenkastega pridiha, v katerih se nahaja bel trosni prah. Lističi niso zraščeni z betom.
Meso gobe je belo, rahlo sladkobnega vonja in prijetnega okusa a izjemno strupeno, saj vsebuje smrtno nevarne peptide (amatoksine in falotoksine).

## Razširjenost
Zelena mušnica je razširjena po celem svetu, v Sloveniji pa jo najdemo jo od julija do oktobra v listnatih gozdovih, kjer prevladuje hrast in kostanj. Raste posamično ali v kolonijah.
Pri nabiranju užitnih vrst gob (zelena golobica, kukmakov, raznih kolobarnic) je potrebna velika mera previdnosti, saj je zelena mušnica goba, ki zahteva največ smrtnih žrtev po celem svetu.

## Zastrupitev in zdravljenje
Zelena mušnica vsebuje poleg nekaterih drugih mušnic (npr. pomladanska in koničasta mušnica) amatoksine, termostabilne ciklične oktapeptide. Vsebuje tri glavne amatoksine, in sicer α-amatinin, kisli β-amatinin in γ-amatinin. Glede na toksin imenujemo zastrupitev z zeleno mušnico tudi amatoksinski sindrom. V prebavilih se amatoksini hitro absorbirajo in preko portalnega obtoka dosežejo jetrne celice (hepatocite). α-amatinin inhibira encim RNA-polimerazo II, zaradi česar je prekinjena sinteza esencialnih proteinov in v končni fazi celica odmre.
Značilna je latentna doba, ki traja običajno od 6–24 ur, redko več kot 48 ur. V prvi, t. i. gastrointestinalni fazi se pojavijo bruhanje, bolečine v trebuhu, slabost in diareja. V drugi fazi se pojavijo motnje v strjevanju krvi, še posebej diseminirana intravaskularna koagulacija; posledica tega so krvavitve v prebavni trakt. V tretji fazi se poveča koncentracija transaminaz in bilirubina v krvi, kar nakazuje na začetek nekroze jeter. V četrti fazi fazi se pojavijo jetrna odpoved, akutna ledvična odpoved in encefalopatija.
Pri zdravljenju je najprej potrebna temeljita odstranitev ostankov zelene mušnice z izpiranjem želodca in uporaba aktivnega oglja. Kot protistup se uporablja silibinin in kristalni penicilin. Potrebno je tudi simptomatsko zdravljenje, kot so rehidracija in koncentrati koagulacijskih dejavnikov. Pri grozeči jetrni in ledvični odpovedi je nujna presaditev organov v nekaj dnevih.

## Podobne vrste
- citronasta mušnica (Amanita citrina) bolj rumenkast klobuk z ostanki ovojnice, ima gomoljasto dnišče s stopničastim robom in neprijeten vonj po surovem krompirju ali redkvici
- koničasta mušnica (Amanita virosa) ima belkast in stožčast klobuk in vlaknato luskast bet
- medlorumena mušnica (Amanita junquillea) ima rumenkast klobuk z belimi ostanki ovojnice
- rdečkasta mušnica (Amanita rubescens) ima rdečkasto meso, bele ostanke ovojnice na klobuku in nažlebkan obroček